# Josefina la cantora o el pueblo de los ratones
Josefina la cantora o el pueblo de los ratones (en alemán: Josefine, die Sängerin oder Das Volk der Mäuse) fue la última obra de Franz Kafka y uno de los cuatro cuentos de su colección de 1924 Un artista del hambre, publicada por la editorial Die Schmiede poco después de la muerte del autor. La primera publicación, impulsada por Max Brod, fue en el suplemento de Pascua de Prager Presse del 20 de abril de 1924, todavía con el título Josefine, die Sängerin.
El manuscrito se encuentra en la Biblioteca Bodleiana de Oxford.

## Argumento
Josefina es una rareza entre los ratones, pues posee una habilidad innata para cantar, algo que ningún otro miembro de la comunidad ha demostrado en la historia reciente. Aunque no son un pueblo musical y algunos cuestionan la habilidad de Josefina, mientras que otros la adoran y la consideran un tesoro comunitario, todos los ratones se reúnen para escucharla cada vez que empieza a cantar y aprecian sus interpretaciones como algo que les ayuda a soportar sus vidas inusualmente laboriosas.
El narrador comienza afirmando que quien no haya escuchado cantar a Josefina desconoce el verdadero poder de la música, pero, tras reflexionar, se pregunta si Josefina siquiera canta, o simplemente silba, algo que todos los ratones pueden hacer, y de hecho hacen con regularidad. Dice que en realidad no hay nada particularmente destacable en su voz en sí misma, salvo quizás su fragilidad, pero que debe haber algo especial en Josefina, ya que verla actuar hace que todos olviden, al menos temporalmente, cualquier crítica que puedan tener sobre ella. Se pregunta si su efecto podría provenir de convertir algo cotidiano en un espectáculo, en cuyo caso su voz común y corriente podría ser una ventaja. Tras refinar aún más su valoración de Josephine y lo que aporta a la comunidad, el narrador decide que lo que la gente ratón aprecia tanto no es su «habilidad», sino la oportunidad de reunirse y reflexionar en silencio que ofrecen sus actuaciones. Valoran estas reuniones sobre todo en los momentos más difíciles, y Josephine sigue siendo influyente en la comunidad a pesar de que sus actuaciones a veces atraen la atención de los numerosos enemigos de la gente ratón y provocan un ataque del que siempre es rescatada rápidamente.
Josephine intenta con regularidad que la comunidad de la gente ratón le permita dejar su trabajo habitual para poder centrarse en su «canto», aunque el narrador cree que lo que realmente busca es el reconocimiento público del valor de su arte. Comienza argumentando que podría cantar aún mejor si tuviera tiempo para recuperarse entre actuaciones, pero la comunidad ignora sus súplicas, así que empieza a acortar sus actuaciones y a fingir lesiones, pero nadie, salvo sus seguidores, le presta mucha atención. Finalmente, Josephine desaparece. Al principio la extrañan y la buscan, pero el narrador comenta que, al final, solo se ha hecho daño al huir, ya que la gente ratón sobrevivió antes de que ella viviera y ahora seguirá adelante sin ella, primero solo con el recuerdo de sus canciones, y luego sin siquiera eso.
El pueblo de los ratones nunca se describe como tal en la historia. No se sabe con certeza si realmente lo son. Muchos aspectos de ellos y de sus vidas son similares a los de los ratones (el peligro siempre inminente y la multitud de enemigos, el terreno en el que viven, su gran laboriosidad y pragmatismo, la costumbre de que sus hijos sean liberados de sus familias y se integren a la comunidad poco después de nacer, la falta de registros escritos, etc.). El narrador, uno de ellos, los describe como, cuando Josefina empieza a cantar, "mudos como ratones"; aparte del título, esta es la única vez que se hace referencia a los ratones. Es probable que Kafka quisiera que la cuestión quedara a criterio del lector.

## Interpretación
- El texto trata (de forma similar a Un artista del hambre) de la relación entre el artista y el público.[6] Es, por lo tanto, una reflexión de Kafka sobre su propio arte.[7]  Aunque al principio no parezca plausible, Kafka se retrata en la persona de esta extraña y antipática cantante Josefine, para lo cual hay referencias claras, por ejemplo, el deseo de liberarse de otros trabajos para poder dedicarse enteramente al arte también fue un gran problema en la vida de Kafka.
- La historia no se cuenta desde la perspectiva del cantante, sino desde la de la gente ratón, es decir, el público. En comparación con las personas con sus vidas difíciles, la cantante parece una prima donna que está fuera de contacto con la realidad, por lo que el lector se identificará con el punto de vista de la gente ratón sobre el tema de la liberación del trabajo.[8]
- A partir de 1921, Kafka estudió intensamente los escritos del satírico judío contemporáneo Karl Kraus.[9] Por lo cual, la historia también se ha interpretado como una representación alegórica de la interacción entre Karl Kraus y su público predominantemente judío.[10]  El silbido imperfecto podría ser un reflejo de la manera de hablar judía, el mauscheln.[11][N 2] El silbido de Josefina, su lenguaje de ratón, sería pues un alemán de ratón.

- El canto de Josefina transmite, independientemente de sus propias intenciones, un fuerte sentimiento de protección, seguridad y tranquilidad, una gran necesidad para este pueblo ratón, inquieto y escurridizo, impulsado por su enorme instinto reproductivo ante la amenaza: «Este silbido, que surge donde todos los demás se silencian, llega casi como un mensaje del pueblo al individuo; el tenue silbido de Josefina en medio de decisiones difíciles es casi como la miserable existencia de nuestro pueblo en medio del tumulto de un mundo hostil. Josefina se afirma, esta nulidad de voz, esta nulidad de logro se afirma y se abre paso hasta nosotros; es bueno pensar en ello». – Aquí se hace una clara referencia al pueblo judío con sus duras condiciones de vida y su destino de estar disperso por todo el mundo,[7]  y se atribuye a la creación artística un gran efecto positivo como fuerza reunificadora.

## Trasfondo biográfico
En agosto de 1917, a Kafka le diagnosticaron tuberculosis y se trasladó durante unos meses al pueblo bohemio de Zürau (Siřem en checo), donde su hermana Ottla trabajaba en la granja de su cuñado Karl Hermann. El 15 de noviembre de ese año le escribió a su amigo Felix Weltsch sobre un grupo invisible der ratones (en alemán: Mäusevolk), cuyos ruidos debía soportar sin poder defenderse.
El 3 de diciembre de 1917 Kafka le escribió una carta a Max Brod, donde le confesaba que: "Lo que siento hacia los ratones es un simple miedo. Investigar sus orígenes es tarea de los psicoanalistas; no la mía. Ciertamente, al igual que el miedo a las alimañas, está conectado con la aparición inesperada, inevitable, algo silenciosa, tenaz y secretamente deliberada de estas criaturas, con la sensación de que han excavado a través de las paredes que nos rodean cientos de veces y están acechando allí, que tanto por su existencia nocturna como por su diminuto tamaño, están tan lejos de nosotros y, por lo tanto, son aún menos vulnerables. Su pequeñez, en particular, es un componente importante del miedo; la idea, por ejemplo, de que pudiera haber un animal que se pareciera exactamente a un cerdo, lo cual es divertido en sí mismo, pero que fuera tan pequeño como una rata y saliera resoplando de un agujero en el suelo, es una idea aterradora."
Años más tarde, Franz Kafka fue acompañado de regreso a Viena desde Berlín por Max Brod el 17 de marzo de 1924, su salud se estaba deteriorando drásticamente. Kafka permaneció en el apartamento de sus padres en Praga hasta el 5 de abril, día de su partida a Austria. Poco después de su llegada, alrededor del 20 de marzo, notó una ligera sensación de ardor en la garganta al hablar y beber, que se convirtió en un fuerte dolor la semana siguiente. Sin embargo, pudo escribir y completar el cuento. "Empecé a investigar los chillidos de los animales en el momento justo", le contó Kafka a Robert Klopstock, aludiendo a los primeros signos de los cambios en la salud de su garganta.
Josefina fue la última obra de Kafka, quien murió 3 de junio de 1924. Se mira irónicamente a sí mismo y a sus compañeros, al artista con su sensibilidad caprichosa y su alejamiento de la “gente normal”. En el final de Josefina: “redimidos de las plagas… perdiéndose gozosamente” es posible que también haya visto su propio fin acercándose.

## Recepción
- B. v. Jagow y O. Jahraus consideran que: «Las producciones de Kafka, sin embargo, siempre contienen una paradoja: por eso Josefina es cantante y representa la excepción entre las personas que, por lo demás, son poco musicales e ingenuas. Es peculiar, como todos los protagonistas de Kafka, y representa lo extraordinario y, en este sentido, profundamente individual. Este individuo se opone al colectivo, compuesto por un «nosotros» y un «yo» narrador.»[14]

## Adaptaciones
- El filósofo austríaco Gerald Raunig utiliza "Josephine" como narración enmarcada en su libro Fábricas de conocimiento, industrias de creatividad para criticar los aspectos fabriles de la universidad y las características industriales de las artes.[15][16] En el libro de Raunig, la relación entre el canto de Josefina y la vida cotidiana de la gente de los ratones implica tanto la desterritorialización como la reterritorialización, conceptos que se encuentran en la obra de los filósofos Deleuze y Guattari. En concreto, el atractivo de la canción de Josephine es una fuerza concentradora y reterritorializadora, mientras que la vida cotidiana de la gente ratón implica un movimiento constante o desterritorialización.
- La historia fue adaptada por Michael McClure a una obra de teatro, con el título modificado de Josephine: The Mouse Singer. Ganó un premio Obie a la mejor obra del año.[17]
- En 2014, Tangerine Dream produjo una interpretación EP en mayo de 2014.[18]
- La banda Consolidated incluyó una canción titulada "Josephine the Singer" en su álbum debut The Myth of Rock de 1990. La canción trataba temas similares a los de la historia.[19]
- Joséphine La Cantatrice ou le Peuple des Souris es un cortometraje de 2021 del director Victor-Emmanuel Boinem con Clémentine Coutant, Lucas Viudez y Quentin Chaveriat.[20]

## Legado
- Maus es una novela gráfica del dibujante estadounidense Art Spiegelman, serializada entre 1980 y 1991. Muestra a Spiegelman entrevistando a su padre sobre sus experiencias como judío polaco y superviviente del Holocausto. La obra emplea técnicas posmodernas y representa a los judíos como ratones,  a los alemanes como gatos y a los polacos como cerdos,[21]
- El protagonista del cuento El policía de las ratas en el libro El gaucho insufrible de Roberto Bolaño, es sobrino de la rata Josefina la cantora.[22][23]

## Ediciones
- Josefine, die Sängerin. En: Prager Presse N.° 110, 20 de abril de 1924. [Primera publicación]
- Franz Kafka: Ein Hungerkünstler. Vier Geschichten. Editorial Die Schmiede, Berlín 1924. [Primera edición]
- Franz Kafka: Sämtliche Erzählungen. Editado por Paul Raabe. Fischer-Taschenbuch-Verlag, Fráncfort del Meno 1970, ISBN ISBN 3-596-21078-X.
- Franz Kafka: Drucke zu Lebzeiten. Editado por Wolf Kittler, Hans-Gerd Koch und Gerhard Neumann. Fischer Verlag, Fráncfort del Meno 1996, pp. 350–377.
- Franz Kafka: Josefine, die Sängerin oder das Volk der Mäuse. Con un prólogo de Michael Stavaric y grabados de Michaela Weiss. Verlag Bibliothek der Provinz, Viena 2016, ISBN 978-3-99028-475-9